# Lista över Finlands nationallandskap
Det finns 27 nationallandskap i Finland, utsedda 1992 av miljöministeriet i samband med 75-årsjubileet av Finlands självständighet.
1. Det maritima Helsingfors
2. Borgå ådal och Gamla Borgå
3. Hagalund
4. Snappertuna – Fagervik
5. Pojo bruk: Fiskars (ort), Billnäs, Antskog, Åminnefors
6. Kulturlandskapet i Aura ådal
7. Skärgårdshavet
8. Kulturlandskapet i Sund
9. Kjulo träsk
10. Vånådalen/Vanajavesi dal[2], inklusive Karlberg[2]
11. Rautavesis kulturlandskap i Sastamala
12. Tammerforsen i Tammerfors
13. Kulturlandskapen i Tavastkyro
14. Imatraforsen i Imatra
15. Olofsborg och Saimen-fjärden Pihlajavesi
16. Punkaharju
17. Heinävesi-stråten, med bl.a. Kermajärvi naturskyddsområde och Kolovesi nationalpark[3]
18. Väisälänmäki i Lapinlax
19. Koli
20. Vaarabyarna i Norra Karelen
21. Kyro älvdal och odlingsslätterna i Sydösterbotten
22. Skärgården i Kvarken
23. Karlö
24. Natur- och kulturlandskapen längs Oulankajoki, huvudsakligen inom Oulanka nationalpark.[3]
25. Aavasaksa och Torne älvdal
26. Pallastunturi
27. Utsjoki älvdal